# Lull (plaats)
Lull is een voormalige buurtschap in de gemeente Venray. Het lag tussen de dorpen Venray en Oostrum aan de Stationsweg, aan weerszijden van het viaduct van de tegenwoordige A73. 
Lull heeft een eeuwenlange geschiedenis. Zo had Lull in het jaar 1600 zelfs nog een eigen markt. De gemeente besloot echter om de naam niet meer te gebruiken, omdat men dit toch wel een aanstootgevende naam vond. Na een besluit van de gemeenteraad in 1977 verdween Lull van de kaart en in de jaren '90 verdwenen de plaatsnaamborden. De overgebleven huizen liggen tegenwoordig binnen de bebouwde kom van Venray en Oostrum.
In 1880 woonden er, verspreid over een aantal boerderijen, 180 mensen. Anno 2008 woonden er op het grondgebied van de buurtschap ongeveer 5230 mensen.
Er zijn door de jaren heen verschillende acties geweest om de oude naam in ere te herstellen. In 2008 leek het Historisch Platform Venray de gemeente zo ver te hebben om weer plaatsnaamborden voor Lull te plaatsen. Door weerstand onder de doorgaans niet uit Lull afkomstige bewoners ging dat niet door. Wel wordt Lull in de cultuur nog gebruikt zoals bij carnaval. Ook is er een bierbrouwerij die zich profileert als een in Lull gevestigd bedrijf.
Blitterswijck · Castenray · Geijsteren · Heide · Leunen · Merselo · Oirlo · Oostrum · Smakt · Venray · Veulen · Vredepeel · Wanssum · Ysselsteyn

Buurtschap: Beek · Boddenbroek · Boshuijzen · Brabander · Endepoel · Haag · Hoogriebroek · Kleindorp · Klein-Oirlo · Laagriebroek · Loobeek · Molenhoek · de Nachtegaal · Overbroek · Scheide · Schoor · Weverslo · Zandhoek

Limburg: Steden en dorpen      Nederland: Provincies · Gemeenten